# Старомінський район
Старомінський район розташован на півночі Краснодарського краю за 182 км від міста Краснодару. 

## Географія
Площа: 1060 км², населення 41 тис. осіб(2003).
Для Старомінського району характерні м'яка зима і спекотне літо. Клімат помірно континентальний. Безморозний період триває 178-190 днів. Перші заморозки можуть спостерігатися в другій половині вересня, останні - в другій декаді квітня. Зима нестійка, з частою відлигою, висота сніжного покриву не перевищує 12-18 см. Найспекотніші місяці - липень-серпень.  
Район розташований в зоні Кубано-Приазовських степів, пологі рівнини з ухилом на північний захід. 
З надр на території району здобувають газ, в значних кількостях зустрічаються цегляно-черепичні глини.

## Історія
Відповідно до постанови ВЦВК СРСР від 2 червня 1924, створюється Старомінський район з входженням його в Донський округ і підпорядкуванням місту Ростову-на-Дону. 1 лютого 1963, Старомінський район було скасовано і віднесено до Канівського району. 30 грудня 1966, район було знову відновлено.

## Адміністративний поділ
Територія Старомінського району складається з: 
- 5 сільських поселень
  - Канеловське сільське поселення — центр станиця Канеловська
  - Куйбишевське сільське поселення — центр хутір Восточний Сосик
  - Новоясенське сільське поселення — центр станиця Новоясенська
  - Рассветовське сільське поселення — центр селище Рассвет
  - Старомінське сільське поселення — центр станиця Старомінська

Загалом на території району розташовано 21 населений пункт.

## Економіка
Основу економічного потенціалу району становить сільськогосподарський комплекс, переробна промисловість, транспорт, будівельний комплекс, торгівля. Напрями АПК району – землеробство, тваринництво, переробка сільгосппродукції.

## Ресурси Інтернету
- Адміністрація Старомінського району(рос.)
- Старомінський район на порталі виконавчих органів влади краю(рос.)